# Neolophonotus acuminatus
Neolophonotus acuminatus là một loài ruồi trong họ Asilidae. Neolophonotus acuminatus được Londt miêu tả năm 1985. Loài này phân bố ở vùng nhiệt đới châu Phi.